# Magyarország a 2017-es fedett pályás atlétikai Európa-bajnokságon
Magyarország a szerbiai Belgrádban megrendezett 2017-es fedett pályás atlétikai Európa-bajnokság egyik részt vevő nemzete volt. Az ország a versenyen 15 sportolóval képviseltette magát.

## Érmesek
| Érem  | Versenyző                | Versenyszám | Dátum      |
| ----- | ------------------------ | ----------- | ---------- |
| Arany | Márton Anita             | Súlylökés   | március 3. |
| Bronz | Zsivoczky-Farkas Györgyi | Ötpróba     | március 3. |

## Eredmények

### Férfi
| Versenyző      | Versenyszám | Előfutam   | Előfutam   | Előfutam   | Elődöntő | Elődöntő | Elődöntő | Döntő   | Döntő    |
| Versenyző      | Versenyszám | Idő        | Hely.      | Össz.      | Idő      | Hely.    | Össz.    | Idő     | Helyezés |
| -------------- | ----------- | ---------- | ---------- | ---------- | -------- | -------- | -------- | ------- | -------- |
| Sipos János    | 60 m        | 6,77       | 5.         | 15.        | kiesett  | kiesett  | kiesett  | kiesett | kiesett  |
| Vindics Balázs | 800 m       | 1:49,18    | 5.         | 10.        | kiesett  | kiesett  | kiesett  | kiesett | kiesett  |
| Kazi Tamás     | 1500 m      | 3:47,64    | 4.         | 10.        |          |          |          | kiesett | kiesett  |
| Baji Balázs    | 60 m gát    | kizárva    | kizárva    | kizárva    | kiesett  | kiesett  | kiesett  | kiesett | kiesett  |
| Szűcs Valdó    | 60 m gát    | nem indult | nem indult | nem indult | kiesett  | kiesett  | kiesett  | kiesett | kiesett  |

| Versenyző       | Versenyszám | Selejtező | Selejtező | Döntő    | Döntő    |
| Versenyző       | Versenyszám | Eredmény  | Helyezés  | Eredmény | Helyezés |
| --------------- | ----------- | --------- | --------- | -------- | -------- |
| Bakosi Péter    | Magasugrás  | 2,10 m    | 17.       | kiesett  | kiesett  |
| Virovecz István | Távolugrás  | 7,59 m    | 14.       | kiesett  | kiesett  |

### Női
| Versenyző         | Versenyszám | Előfutam | Előfutam | Előfutam | Elődöntő | Elődöntő | Elődöntő | Döntő   | Döntő    |
| Versenyző         | Versenyszám | Idő      | Hely.    | Össz.    | Idő      | Hely.    | Össz.    | Idő     | Helyezés |
| ----------------- | ----------- | -------- | -------- | -------- | -------- | -------- | -------- | ------- | -------- |
| Nguyen Anasztázia | 60 m        | 7,53     | 7.       | 32.      | kiesett  | kiesett  | kiesett  | kiesett | kiesett  |
| Kéri Bianka       | 800 m       | 2:07,71  | 5.       | 14.      | kiesett  | kiesett  | kiesett  | kiesett | kiesett  |
| Kerekes Gréta     | 60 m gát    | 8,24     | 4.       | 16.      | 8,23     | 6.       | 11.      | kiesett | kiesett  |
| Kozák Luca        | 60 m gát    | 8,14     | 3.       | 13.      | 8,27     | 7.       | 13.      | kiesett | kiesett  |

| Versenyző      | Versenyszám | Selejtező | Selejtező | Döntő    | Döntő    |
| Versenyző      | Versenyszám | Eredmény  | Helyezés  | Eredmény | Helyezés |
| -------------- | ----------- | --------- | --------- | -------- | -------- |
| Schmelcz Fanny | Távolugrás  | 6,05 m    | 15.       | kiesett  | kiesett  |
| Márton Anita   | Súlylökés   | 18,44 m   | 1.        | 19,28 m  |          |

| Versenyző                | Versenyszám | 60 m gát | 60 m gát | Magasugrás | Magasugrás | Súlylökés | Súlylökés | Távolugrás | Távolugrás | 800 m   | 800 m | Végeredmény | Végeredmény |
| Versenyző                | Versenyszám | Idő      | Pont     | Eredmény   | Pont       | Eredmény  | Pont      | Eredmény   | Pont       | Idő     | Pont  | Pont        | Helyezés    |
| ------------------------ | ----------- | -------- | -------- | ---------- | ---------- | --------- | --------- | ---------- | ---------- | ------- | ----- | ----------- | ----------- |
| Zsivoczky-Farkas Györgyi | Ötpróba     | 8,47     | 1024     | 1,81 m     | 991        | 14,95 m   | 858       | 6,38 m     | 969        | 2:15,86 | 881   | 4723        |             |
| Krizsán Xénia            | Ötpróba     | 8,30     | 1061     | 1,81 m     | 991        | 14,24 m   | 810       | 6,09 m     | 877        | 2:15,08 | 892   | 4631        | 4.          |